# Coda sonora
In fisica, la coda sonora è il prolungamento del suono emesso da una sorgente in ambiente chiuso, al cessare dell'emissione.
È dovuta alle numerose riflessioni successive delle onde sulle pareti, fino alla dissipazione totale dell'energia posseduta dalla massa d'aria contenuta nell'ambiente. Quindi la durata della coda è strettamente legata al volume dell'ambiente. Dopo un certo, l'intensità del suono non si riduce con la distanza.
Indicato con V il volume dell'ambiente e con A il potere assorbente delle pareti si calcola che la durata della coda sia data dalla formula di Sabine:
{\displaystyle t=0,1625{\frac {V}{A}}}
A è calcolata come {\displaystyle S\cdot \alpha }, dove S è la superficie  ed α è il coefficiente di assorbimento.
Il tempo t ricavato dall'espressione fornisce la durata necessaria affinché l'intensità sonora misurata si riduca di 60dB (equivalente ad 1 milione di volte il valore iniziale).